# Daphne Odjig
Daphne Odjig, född 11 september 1919 i Wiikwemkoong på Manitoulin Islands indianreservat i Kanada, död 1 oktober 2016 i Kelowna, British Columbia, Kanada, var en kanadensisk konstnär. Hon var av blandad Ottawa-Potawatomi-engelsk härkomst. 

## Biografi
Daphne Odjig var det äldsta av fyra barn till Dominic and Joyce Odjig. På farssidan var hon ättling till Chief Black Partridge, som var Potawatomiöverhövding i slutet av 1700-talet och början av 1800-talet. Hennes mor var engelska, och föräldrarna träffades och gifte sig i Storbritannien när fadern tjänstgjorde där under första världskriget. Modern dog när hon var 18 år gammal, varefter hon flyttade till Parry Sound, i Ontario. Hon arbetade senare under andra världskriget på fabriker i Toronto.
Hon flyttade 1945 till British Columbia och senare på 1960-talet till Manitoba. Under tidigt 1960-talet fick hon sitt genombrott som konstnär efter uppskattande kritik för sina bläckteckningar av Creeindianer i norra Manitoba och blev 1963 upptagen i British Columbia Federation of Artists.
År 1971 öppnade hon hantverksaffären och officinen Odjig Indian Prints of Canada i Winnipeg, varefter hon 1973 grundade konstnärsorganisationen Professional Native Indian Artists Association tillsammans med Alex Janvier (född 1935) och Norval Morrisseau. Gruppen blev kortlivad, men dess medlemmar var föregångare vad gäller urfolkskonst i Kanada. År 1974 utökade hon och hennes man affären och döpte om den till New Warehouse Gallery, som blev det första konstgalleriet i Kanada som enbart representerade konst av urfolkskonstnärer.
År 1973 tillbringade Daphne Odjig ett halvår på Gotland på Brucebostiftelsens konstnärsresidens.
Daphne Odjigs tidiga verk var stilmässigt realistiska, men senare experimenterade hon i stilar som expressionism och kubism. Hon utvecklade en egen stil, som knöt samman element av inhemsk indiankonst med europeiska 1900-talstekniker och -stilar. På 1960-talet började Odjig måla motiv från sägner från Manitoulin, och under 1970-talet ägnade hon sig än mer åt indianskt arv och på kolonialismens inverkan på inhemska folk.
Daphne Odjig var från tiden i Toronto gift med Paul Somerville. Paret hade två söner, varav en gemensamt. År 1962 gifte hon sig efter Somervilles död med Chester Beavon, en medarbetare till Department of Native Affairs.